# الحجفة (الحجف)

تعديل مصدري - تعديل

الحجفة محلة تابعة لقرية الحجف، التابعة لعزلة العاقبة بمديرية فرع العدين إحدى مديريات محافظة إب في الجمهورية اليمنية، بلغ تعداد سكانها 24 حسب تعداد اليمن لعام 2004.